# Menisc (lichid)

A: Partea inferioară a meniscului concav.
B: Vârful meniscului convex.

În fizică (în special în statica fluidelor), meniscul (pl. meniscuri, din greacă μήνισκος, care înseamnă „semilună”) este curba de la suprafața superioară a unui lichid, aproape de contactul cu pereții recipientului sau cu un alt obiect. Această curbură este generată de tensiunea superficială a lichidului.
Un menisc concav apare atunci când forțele de adeziune dintre particulele de lichid și pereții recipientului sunt mai mari decât forțele de coeziune dintre particulele de lichid, determinând lichidul să urce pe pereții recipientului (vezi Tensiune superficială § Cauze). Acest fenomen este observat, de exemplu, între apă și sticlă. Fluidele pe bază de apă, cum ar fi seva, mierea și laptele, prezintă și ele un menisc concav în sticlă sau în alte recipiente umectabile. Meniscurile concave sunt importante în aplicații precum buretele de laborator și în tehnologia micromecanică, unde controlul precis al lichidelor este esențial.
În schimb, un menisc convex apare atunci când forțele de adeziune sunt mai mici decât forțele de coeziune. Meniscurile convexe sunt întâlnite, de exemplu, între mercur și sticlă în barometre și termometre. Meniscurile convexe sunt relevante în domenii precum măsurarea presiunii și temperatura în instrumentele de măsură care utilizează mercur.
În general, forma suprafeței unui lichid poate fi complexă. Într-un tub suficient de îngust cu secțiune transversală circulară, meniscul va aproxima o secțiune a unei suprafețe sferice. În schimb, într-un recipient de dimensiuni mari, suprafața superioară a lichidului va fi aproape plană, curbată în sus (dacă meniscul este concav) sau în jos (dacă este convex) spre margini. În aplicații practice, cum ar fi în designul containerelor sau în studiile de flux ale lichidelor, înțelegerea formei meniscului ajută la optimizarea performanței și la prevenirea erorilor de măsurare.

## Unghiul de contact și tensiunea superficială

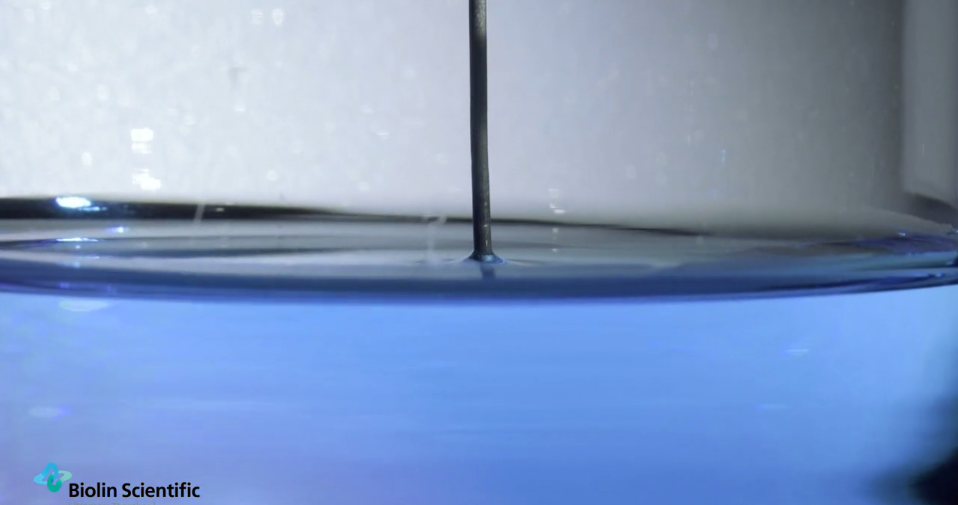
Meniscuri formate pe o fibră subțire

Formarea meniscurilor este utilizată frecvent în știința suprafețelor pentru a măsura unghiurile de contact și tensiunea superficială. În determinarea unghiului de contact, forma meniscului este evaluată fie prin metode balistice, fie optic, cu ajutorul unei camere digitale. Măsurarea unghiului de contact este crucială în știința materialelor și ingineria suprafețelor, pentru a analiza aderența, umectabilitatea și comportamentul lichidelor pe diferite substraturi.
Pentru măsurarea tensiunii superficiale, sonda de măsurare este proiectată să aibă un unghi de contact de zero grade. Tensiunea superficială este calculată pe baza forței necesare pentru a menține sau a desprinde un menisc de pe suprafața lichidului. Acest lucru se realizează de obicei cu ajutorul unei farfurii Wilhelmy, un instrument care constă într-o placă subțire suspendată în lichid. Tensiunea superficială este determinată prin măsurarea forței de aderență a lichidului la placă, oferind informații precise despre proprietățile lichidului și interacțiunea acestuia cu materialele. Această tehnică este esențială în cercetarea și dezvoltarea produselor care implică interacțiuni lichid-solid, cum ar fi în formularea produselor chimice și în analiza performanței materialelor.

## Măsurarea volumelor

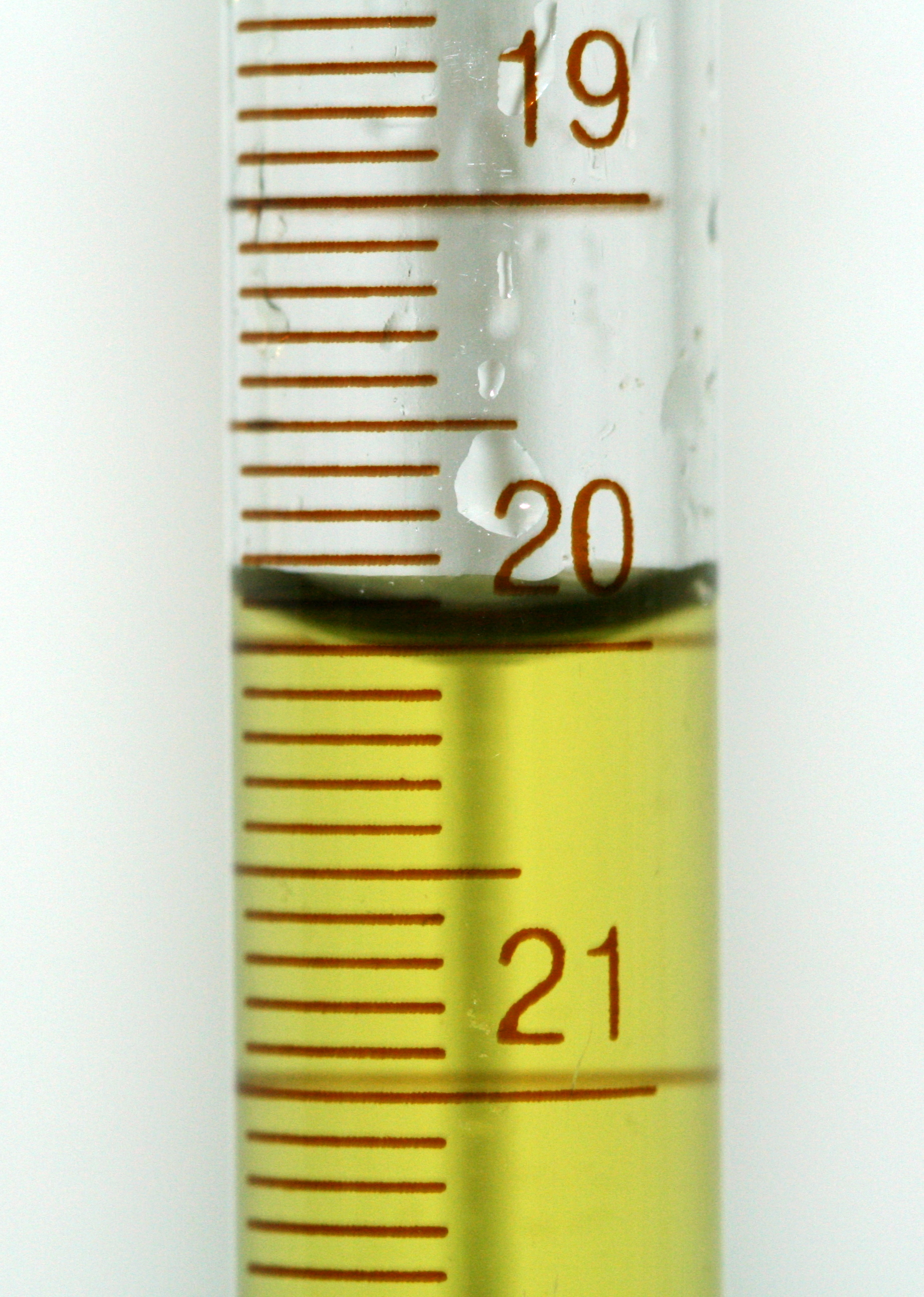
Meniscul vizibil într-o biuretă cu apă colorată. „20,00 ml” este volumul măsurat corect la nivelul meniscului.

Atunci când citiți o scară de măsurare a adâncimii pe partea laterală a unui instrument umplut cu lichid, cum ar fi un nivel de apă, este crucial să țineți cont de efectul meniscului pentru a obține măsurători precise. Adâncimea trebuie citită cu meniscul la nivelul ochilor pentru a evita eroarea de paralaxă, și la centrul meniscului, adică la vârful unui menisc convex sau la partea inferioară a unui menisc concav. Forma meniscului (convexă sau concavă) poate influența citirea, deoarece lichidul nu se aliniază perfect cu scala instrumentului, ceea ce poate introduce erori dacă nu se compensează adecvat.
Producătorii de sticlă și alți furnizori de instrumente își calibraza marcajele de măsurare pentru a ține cont de efectele meniscului. De exemplu, în cazul instrumentelor calibrate pentru apă, calibrarea poate fi diferită față de cea necesară pentru lichide cu densități sau vâscozități variate. Aceasta înseamnă că fiecare instrument este ajustat pentru un anumit tip de lichid, de obicei apă, pentru a asigura acuratețea măsurătorilor și a minimiza erorile generate de menisc.

## Acțiune capilară
Meniscurile sunt o manifestare a acțiunii capilare, fenomen prin care aderența lichidului la suprafața tubului determină urcarea lichidului și formarea unui menisc concav, în timp ce coeziunea internă a lichidului poate provoca formarea unui menisc convex. Acest fenomen este esențial în procesele de tracțiune transpirațională ale plantelor și are aplicații importante în diverse domenii științifice și tehnologice.
Atunci când un tub cu orificiu îngust, denumit adesea tub capilar, este scufundat într-un lichid și lichidul umezește tubul (având un unghi de contact aproape de zero), suprafața lichidului din interiorul tubului formează un menisc concav. Această suprafață se apropie de forma unei secțiuni sferice, având aceeași rază r ca și interiorul tubului. În aceste condiții, tubul experimentează o forță ascendentă de magnitudine 2πrσ, unde σ reprezintă tensiunea superficială a lichidului. Această forță capilară este responsabilă pentru urcarea lichidului în tub și este crucială în aplicații precum funcționarea stilourilor, controlul umidității solului, și diverse dispozitive medicale.
Proprietățile lichidului, cum ar fi tensiunea superficială și vâscozitatea, influențează semnificativ comportamentul meniscului și acțiunea capilară. Lichidele cu o tensiune superficială mare, precum apa, formează un menisc concav mai accentuat, în timp ce lichidele cu tensiune superficială mică, cum ar fi mercurul, formează un menisc convex. De asemenea, vâscozitatea lichidului afectează viteza și extinderea acțiunii capilare.